# دونالد ميتشيل
دونالد ميتشيل (بالإنجليزية: Donald Mitchell)‏ هو لاعب كرة قدم أمريكية أمريكي، ولد في 14 ديسمبر 1976 في بومونت في الولايات المتحدة.

## وصلات خارجية
- دونالد ميتشيل على موقع مرجع كرة القدم المحترفة.كوم (الإنجليزية)